# 5124 Muraoka
5124 Muraoka è un asteroide della fascia principale. Scoperto nel 1989, presenta un'orbita caratterizzata da un semiasse maggiore pari a 2,2646705 au e da un'eccentricità di 0,0801602, inclinata di 0,87612° rispetto all'eclittica.
L'asteroide è dedicato all'astronomo amatoriale giapponese Kenji Muraoka.